# Violenza alla deriva
Violenza alla deriva (The Beat) è un film drammatico statunitense del 1988 scritto e diretto da Paul Mones. Fu presentato a Cannes nel 1987.

## Trama
Un nuovo studente in una scuola di periferia porta i compagni verso il mondo della poesia.

## Distribuzione
Il film venne presentato a Cannes nel 1987 e distribuito negli USA nel 1988.